# FINA Water Polo World Cup 2014 (maschile)
La Coppa del Mondo maschile di pallanuoto 2014 è stata la 15ª edizione della manifestazione che viene organizzata ogni quattro anni dalla FINA. Come nella precedente edizione, sono state invitate le migliori 3 del precedente campionato mondiale e le vincitrici di ciascuno dei 5 campionati continentali. Il posto riservato all'Asia è stato destinato al Kazakistan in qualità di paese ospitante.
La Serbia, battendo in finale la Croazia, ha conquistato il trofeo per la seconda volta da nazione indipendente, bissando il successo di quattro anni prima.

Le prime cinque classificate hanno conquistato la qualificazione ai Mondiali 2015.

## Squadre partecipanti
- Ungheria (Vincitrice del mondiale 2013)
- Montenegro (Finalista nel mondiale 2013)
- Croazia (3ª nel mondiale 2013)
- Australia
- Kazakistan
- Serbia
- Stati Uniti
- Sudafrica

## Formula
Le 8 squadre partecipanti vengono suddivise in due gironi da quattro squadre ciascuno. Ciascuna squadra affronta le altre tre incluse nel proprio girone una sola volta, per un totale di tre partite per ciascuna squadra. Alla fine di tale fase le squadre si incrociano nei Quarti ad eliminazione diretta a seconda del piazzamento nei gironi.

## Turno preliminare

### Gruppo A
|   | Squadra     | Pts | G | V | N | P | GF | GS | DR  |
| - | ----------- | --- | - | - | - | - | -- | -- | --- |
| 1 | Serbia      | 9   | 3 | 3 | 0 | 0 | 37 | 13 | +24 |
| 2 | Stati Uniti | 6   | 3 | 2 | 0 | 1 | 39 | 19 | +20 |
| 3 | Montenegro  | 3   | 3 | 1 | 0 | 2 | 22 | 24 | -2  |
| 4 | Sudafrica   | 0   | 3 | 0 | 0 | 3 | 6  | 48 | -42 |

19 agosto
| Montenegro | 3 - 9  | Serbia      |
| Sudafrica  | 1 - 19 | Stati Uniti |

20 agosto
| Sudafrica  | 1 - 17 | Serbia      |
| Montenegro | 7 - 11 | Stati Uniti |

21 agosto
| Montenegro | 12 - 4 | Sudafrica   |
| Serbia     | 11 - 9 | Stati Uniti |

### Gruppo B
|   | Squadra    | Pts | G | V | N | P | GF | GS | DR  |
| - | ---------- | --- | - | - | - | - | -- | -- | --- |
| 1 | Ungheria   | 7   | 3 | 2 | 1 | 0 | 32 | 22 | +10 |
| 2 | Croazia    | 6   | 3 | 2 | 0 | 1 | 25 | 19 | +6  |
| 3 | Australia  | 4   | 3 | 1 | 1 | 1 | 22 | 22 | 0   |
| 4 | Kazakistan | 0   | 3 | 0 | 0 | 3 | 24 | 40 | -16 |

19 agosto
| Croazia    | 5 - 9  | Ungheria  |
| Kazakistan | 8 - 11 | Australia |

20 agosto
| Croazia    | 6 - 3  | Australia |
| Kazakistan | 9 - 15 | Ungheria  |

21 agosto
| Australia  | 8 - 8  | Ungheria |
| Kazakistan | 7 - 14 | Croazia  |

## Fase finale

### Tabellone
|  | Quarti di finale | Quarti di finale |          |             | Semifinali                | Semifinali                |  |  | Finale | Finale |
|  |                  |                  |          |             |                           |                           |  |  |        |        |
|  |                  |                  |          |             |                           |                           |  |  |        |        |
|  |                  |                  |          |             |                           |                           |  |  |        |        |
|  | Serbia           | 16               |          |             |                           |                           |  |  |        |        |
|  | Serbia           | 16               |          |             |                           |                           |  |  |        |        |
|  | Kazakistan       | 10               |          |             |                           |                           |  |  |        |        |
|  | Kazakistan       | 10               | Serbia   | 7           |                           |                           |  |  |        |        |
|  |                  |                  | Serbia   | 7           |                           |                           |  |  |        |        |
|  |                  | Croazia          | 4        |             |                           |                           |  |  |        |        |
|  | Montenegro       | Croazia          | 4        | 5           |                           |                           |  |  |        |        |
|  | Montenegro       |                  |          | 5           |                           |                           |  |  |        |        |
|  | Croazia          | 6                |          |             |                           |                           |  |  |        |        |
|  | Croazia          | 6                | Serbia   | 7 (4)       |                           |                           |  |  |        |        |
|  |                  |                  | Serbia   | 7 (4)       |                           |                           |  |  |        |        |
|  |                  | Ungheria         | 7 (2)    |             |                           |                           |  |  |        |        |
|  | Sudafrica        | Ungheria         | 7 (2)    | 1           |                           |                           |  |  |        |        |
|  | Sudafrica        |                  |          | 1           |                           |                           |  |  |        |        |
|  | Ungheria         | 15               |          |             |                           |                           |  |  |        |        |
|  | Ungheria         | 15               | Ungheria | 7           | Finale per il terzo posto | Finale per il terzo posto |  |  |        |        |
|  |                  |                  | Ungheria | 7           | Finale per il terzo posto | Finale per il terzo posto |  |  |        |        |
|  |                  | Stati Uniti      | 5        |             |                           |                           |  |  |        |        |
|  | Stati Uniti      | Stati Uniti      | 5        | 7 (4)       | Croazia                   | 8                         |  |  |        |        |
|  | Stati Uniti      |                  |          | 7 (4)       | Croazia                   | 8                         |  |  |        |        |
|  | Australia        | 7 (2)            |          | Stati Uniti | 6                         |                           |  |  |        |        |
|  | Australia        | 7 (2)            |          |             | 6                         |                           |  |  |        |        |
|  |                  |                  |          |             |                           |                           |  |  |        |        |
|  |                  |                  |          |             |                           |                           |  |  |        |        |

### Quarti di finale
| Arbitri: | Nenad Periš Gábor Vogel |

|  |                      |  |
|  | Tiri di rigore 4 – 2 |  |

| 22 agosto 2014, ore 15:50 | Montenegro                       | 5 – 6 (2-1; 1-1; 0-3; 2-1) | Croazia | \| Arbitri: \| Daniel Flahive Viktor Salničenko \| |
| Arbitri:                  | Daniel Flahive Viktor Salničenko |                            |         |                                                    |

| 22 agosto 2014, ore 18:30 | Serbia                  | 16 – 10 (6-2; 3-3; 4-3; 3-2) | Kazakistan | \| Arbitri: \| Liang Zhang Ian Melliar \| |
| Arbitri:                  | Liang Zhang Ian Melliar |                              |            |                                           |

| 22 agosto 2014, ore 17:10 | Sudafrica                    | 1 – 15 (0-3; 0-5; 0-4; 1-3) | Ungheria | \| Arbitri: \| Masoud Rezvani Mark Maretzki \| |
| Arbitri:                  | Masoud Rezvani Mark Maretzki |                             |          |                                                |

### Semifinali
| 23 agosto 2014, ore 16:20 | Ungheria                   | 7 – 5 (3-1; 2-1; 2-2; 0-1) | Stati Uniti | \| Arbitri: \| Daniel Flahive Liang Zhang \| |
| Arbitri:                  | Daniel Flahive Liang Zhang |                            |             |                                              |

| 23 agosto 2014, ore 17:40 | Serbia                        | 7 – 4 (2-1; 2-0; 3-1; 0-2) | Croazia | \| Arbitri: \| Doriel Terpenka Fabio Toffoli \| |
| Arbitri:                  | Doriel Terpenka Fabio Toffoli |                            |         |                                                 |

#### 5º-8º posto
| 23 agosto 2014, ore 14:30 | Australia                    | 13 – 2 (3-2; 3-0; 5-0; 2-0) | Sudafrica | \| Arbitri: \| Mihajlo Ćirić Masoud Rezvani \| |
| Arbitri:                  | Mihajlo Ćirić Masoud Rezvani |                             |           |                                                |

| 23 agosto 2014, ore 15:50 | Montenegro                    | 8 – 9 (2-3; 4-1; 1-1; 1-4) | Kazakistan | \| Arbitri: \| Giorgos Stavridis Gábor Vogel \| |
| Arbitri:                  | Giorgos Stavridis Gábor Vogel |                            |            |                                                 |

### Finali

#### 7º posto
| 24 agosto 2014, ore 14:30 | Sudafrica                       | 10 – 13 (2-3; 1-3; 4-4; 3-3) | Montenegro | \| Arbitri: \| Mark Maretzki Viktor Salničenko \| |
| Arbitri:                  | Mark Maretzki Viktor Salničenko |                              |            |                                                   |

#### 5º posto
| 24 agosto 2014, ore 12:30 | Australia               | 12 – 6 (1-1; 5-2; 4-2; 2-1) | Kazakistan | \| Arbitri: \| Nenad Periš Ian Melliar \| |
| Arbitri:                  | Nenad Periš Ian Melliar |                             |            |                                           |

#### 3º posto
| 24 agosto 2014, ore 13:50 | Croazia | 8 – 6 (2-2; 3-1; 2-0; 1-3) | Stati Uniti |  |

#### 1º posto
| Arbitri: | Giorgos Stavridis Daniel Flahive |

|  |                      |  |
|  | Tiri di rigore 4 – 2 |  |

## Classifica Finale
| Pos. | Squadra | |
| --- | --- | --- |
| | Serbia | |
| | Ungheria | |
| | Croazia | V · D · M Nazionale maschile croata di pallanuoto · Coppa del Mondo - Almaty 2014 Bijač · Bukić · I.Milaković · Divković · Vukičević · Buljubašić · Muslim · K.Milaković · Visković · Živković · Šetka · Macan · Marcelić · CT : Ivica Tucak |
| 4 | Stati Uniti | |
| 5 | Australia | |
| 6 | Kazakistan | |
| 7 | Montenegro | |
| 8 | Sudafrica | |
| Nazionale maschile croata di pallanuoto · Coppa del Mondo - Almaty 2014                                                                                   | | |
| Bijač · Bukić · I.Milaković · Divković · Vukičević · Buljubašić · Muslim · K.Milaković · Visković · Živković · Šetka · Macan · Marcelić · CT: Ivica Tucak | Bijač · Bukić · I.Milaković · Divković · Vukičević · Buljubašić · Muslim · K.Milaković · Visković · Živković · Šetka · Macan · Marcelić · CT: Ivica Tucak | Croazia (bandiera) |

### Riconoscimenti
- Miglior marcatore:  Bret Bonanni
- Miglior portiere:  Stefan Živojinović
- Miglior difensore:  Jesse Smith
- Miglior giocatore:  Dénes Varga